# هوانگکای
هوانگکای (به لاتین: Huangcai) یک شهرک در جمهوری خلق چین است که در Ningxiang City واقع شده‌است. هوانگکای ۲۲۰ کیلومتر مربع مساحت و ۶۲٬۰۰۰ نفر جمعیت دارد.